# Олексюк Віта Миколаївна
Віта Миколаївна Олексюк (1 березня 1995, Млинів, Рівненська область) — українська паратриатлоністка, майстер спорту міжнародного класу. Учасниця Паралімпійських ігор 2020 у Токіо.

## Із біографії
Триатлоном почала займатися у 21 рік. Призерка етапів Світової серії і Кубка світу. Тренується у Короля Романа Сергійовича і Ліщинської Тетяни Віталіївни. У 2021 році виступає разом з гайдом Лілією Барановською. На Паралімпійських іграх у Токіо зайняла десяте місце з результатом 1:17:03. На 750 метрів плавання знадобилося 13 хвилин 44 секунди, велоетап довжиною у 20,2 км подолала за 33:14, а біговий сегмент — за 24:01.
Кращі виступи на етапах Світової серії і Кубка світу:
| Рік  | Назва турніру | Місто              | Місце | Примітка |
| ---- | ------------- | ------------------ | ----- | -------- |
| 2017 | Кубок світу   | Безансон           | 3     |          |
|      | Кубок світу   | Ісео — Франчакорта | 2     |          |
| 2018 | Кубок світу   | Агілас             | 3     |          |
|      | Кубок світу   | Фуншал             | 3     |          |
| 2019 | Кубок світу   | Токіо              | 3     |          |
| 2020 | Світова серія | Девонпорт          | 3     |          |
|      | Кубок світу   | Аляндра            | 2     |          |
| 2021 | Світова серія | Йокогама           | 2     |          |